# 자멜 드부즈
자멜 드부즈(Jamel Debbouze, 1975년 6월 18일 ~ )는 프랑스의 배우, 희극 배우, 제작자이다. 세자르상 남우조연상에 두 차례 후보로 올랐다.

## 출연 작품
- 다이너소어 (2000) - 프랑스어 더빙
- 아멜리에 (2001) - 루시엥 역
- 아스테릭스 2: 미션 클레오파트라 (2002)
- 블리트 (2002)
- 그녀는 날 싫어해 (2004)
- 엔젤-A (2005)
- 영광의 날들 (2006)
- 아스테릭스: 미션 올림픽 게임 (2008)
- 레인 (2008)
- 무법자 (2010)
- 360 (2011)
- 어느 예술가의 마지막 일주일 (2011)
- 몬스터 대학교 (2013) - 프랑스어 더빙
- 토이 스토리 4 (2019) - 프랑스어 더빙
- 라이온 킹 (2019) - 프랑스어 더빙